# Sergio Arribas Prieto
Sergio Arribas (Burgos, 10 de febrero de 2003) es un futbolista español que juega en la demarcación de defensa en la S.D. Huesca de la Liga Hypermotion, cedido por el  Real Betis Balompié.

## Trayectoria
Tras formarse como futbolista en las categorías inferiores del Burgos CF y del Rayo Vallecano, finalmente se marchó traspasado a la disciplina del Real Betis Balompié. Finalmente hizo su debut con el Betis Deportivo Balompié el 24 de agosto de 2024 contra el CF Intercity. El 25 de enero de 2025 hizo su debut con el primer equipo en un encuentro de la Primera División de España que finalizó con un resultado a favor de 0-1 contra el RCD Mallorca.
El 7 de julio de 2025, tras alcanzar un acuerdo para la ampliación del contrato, se marchó cedido a la S.D. Huesca.

## Clubes
Actualizado al último partido disputado el 27 de abril de 2025.
| Club                     | País   | Temporada | Partidos | Goles |
| ------------------------ | ------ | --------- | -------- | ----- |
| Rayo Vallecano "B"       | España | 2022-2024 | 48       | 0     |
| Betis Deportivo Balompié | España | 2024-2025 | 29       | 0     |
| Real Betis Balompié      | España | 2025      | 1        | 0     |
| S.D. Huesca (cedido)     | España | 2025-     |          |       |